# Staffelchor

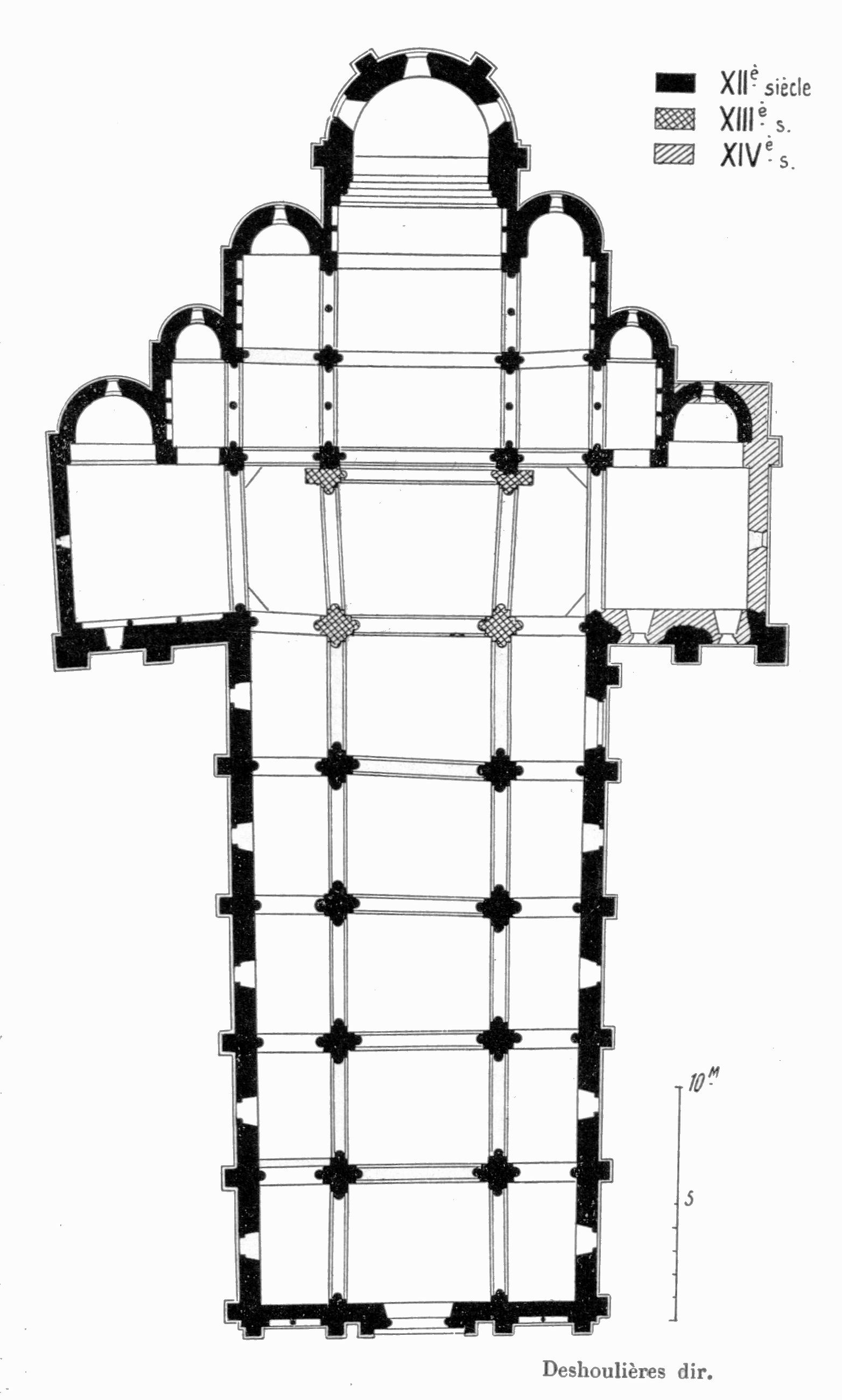
Beispiel für einen Staffelchor (Saint-Genès, Châteaumeillant)

Ein Staffelchor ist der Chor einer Kirche mit gestaffelt angeordneten Apsiden, wobei auch die Querhausapsiden einbezogen werden können. Dabei wird der innere mittlere Hauptchor von seitlichen, sich verkürzenden („gestaffelten“) Nebenchören begleitet.

## Geschichte
In jeder Kirche gab es zunächst nur einen Altar, um den herum sich die Gemeinde zur Feier der Heiligen Messe versammelte. Vor allem in Klöstern entstand jedoch schnell der Wunsch nach mehreren Altären in einer Kirche, um den zahlreichen Priestern in den Orden die Möglichkeit zu geben, der Vorschrift nach eigener täglicher Messfeier nachkommen zu können. Die Erfüllung dieser Forderung sowie der Wunsch nach Abgeschiedenheit führte zur Errichtung von Kapellen innerhalb der Kirche.
Ähnlich war die Situation in den Kathedralen. Viele Priester waren dort nicht in der Seelsorge, sondern in der Verwaltungsarbeit tätig. Da sie somit keine „eigenen“ Kirchen zur Messfeier zur Verfügung hatten, waren sie auf zusätzliche Altäre in der Bischofskirche angewiesen.
Im Laufe der Kunstgeschichte entwickelten sich verschiedene Formen, wie und wo diese Kapellen platziert werden. Beim Staffelchor wird der Chor (ggf. mit der Apsis) der Kirche von weiteren, kleiner werdenden Nebenchören (ggf. mit eigenen Apsiden) flankiert. Diese Form wurde vermutlich zum ersten Mal beim Bau der zweiten Kirche (948–981) der großen Abtei von Cluny in Burgund ausprobiert und fand aufgrund der großen Ausstrahlung dieser berühmten Abtei europaweite Verbreitung.

## Beispiele

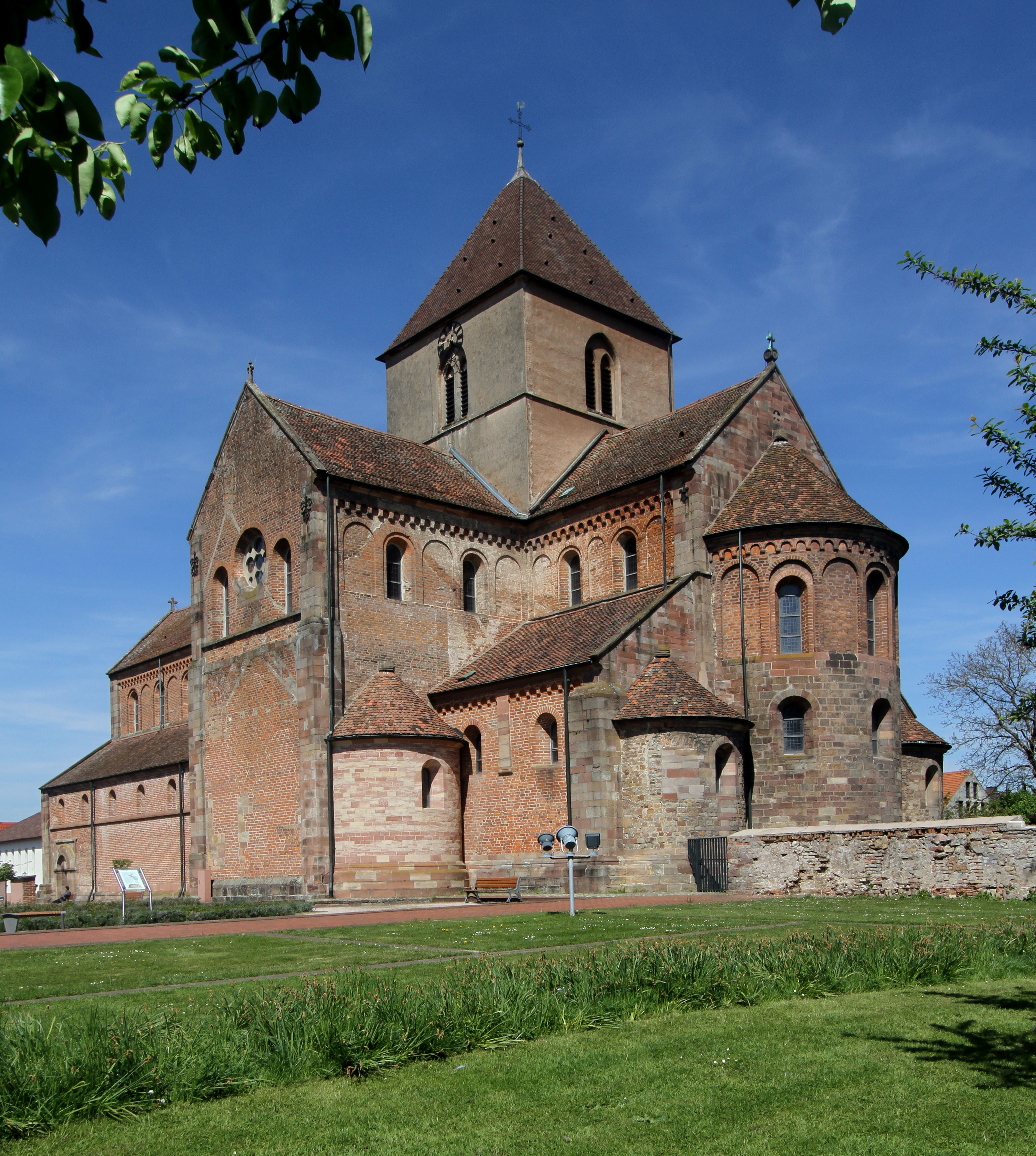
Staffelchor mit 3 plus 2 Apsiden: Münster Schwarzach

Ein bekannter Staffelchor in Deutschland befand sich in der Klosterkirche Thalbürgel und ist heute nur noch in seinen Fundamenten zu sehen. Für die Prämonstratenserkirche Rommersdorf ist aus der ersten Bauphase ab 1117, als das Kloster noch benediktinisch war, ebenfalls ein Staffelchor durch Ausgrabungen gesichert. Allerdings ist Rommersdorf nach der von Edgar Lehmann 1957 entwickelten Typologie ein „unechter“ apsidialer Staffelchor, da die Außenapsiden keine Vorchöre aufweisen. Unter den deutschen Kirchen des Zisterzienserordens gibt es mehrere Beispiele, darunter Kloster Bronnbach. 
Einen Staffelchor weist auch die Basilika Santa Maria sopra Minerva in Rom auf.
Man kann den Begriff auch weiter definieren und Chöre miteinbeziehen, die drei Apsiden haben, die zwar auf gleicher Linie ansetzen, aber ungleich groß und dadurch „gestaffelt“ sind und bei denen oft zusätzliche Apsiden am Querhaus den Eindruck der Staffelung auch in der Tiefe erzeugen. Von diesem Typus finden sich mehr Beispiele des Benediktinerordens in Deutschland, wie etwa der etwa 1135 bis ca. 1150 erbaute Chor des Kaiserdoms in Königslutter oder das ca. 1140 bis 1190 erbaute Münster Schwarzach (Landkreis Rastatt).